# Südamerikanische Formel-4-Meisterschaft 2014
Die südamerikanische Formel-4-Meisterschaft 2014 (offiziell Fórmula 4 Sudamericana 2014) war die erste Saison der südamerikanischen Formel-4-Meisterschaft. Die Meisterschaft fand in Uruguay, Argentinien und Brasilien statt. Es gab 17 Rennen. Die Saison begann am 6. April in Mercedes, Uruguay und endete am 14. Dezember in Concordia, Argentinien.
Der Brasilianer Bruno Baptista gewann die Meisterschaft mit 352 Punkten vor seinem Landsmann Felipe Ortiz mit 264 Punkten. Baptista und Ortiz waren die einzigen Fahrer, die zu jedem Rennen antraten.

## Fahrer
Alle Fahrer verwendeten das Signatech-Chassis FR1.6, den 1,8-Liter-E.torQ-Saugmotor von Fiat und Reifen von Pirelli.
| Auto # | Fahrer               | Rennwochenende | Quelle |
| ------ | -------------------- | -------------- | ------ |
| 03     | Miguel Calamari      | 4              |        |
| 04     | Miguel Wholer        | 3              |        |
| 09     | Francisco Cammarota  | 1, 4–8         |        |
| 10     | Mauro Marino         | 1–2            |        |
| 11     | Agustín Lima Capitao | 5–8            |        |
| 13     | Rodrigo Baptista     | 7              |        |
| 17     | Andre Vollmer        | 8              |        |
| 25     | Bruno Baptista       | Alle           |        |
| 27     | Maximiliano González | 4              |        |
| 30     | Max Soto             | 8              |        |
| 33     | Nicolás Muraglia     | 2–8            |        |
| 34     | Frederick Balbi      | 1–2            |        |
| 35     | Felipe Ortiz         | Alle           |        |
| 37     | Adrián Chiribao      | 4–6            |        |
| 42     | Salvador de Alba jr. | 4              |        |
| 55     | Federico Ensslin     | 1, 3           |        |
| 58     | Martín Ponte         | 3              |        |
| 60     | Juan Manuel Casella  | 2, 4           |        |
| 69     | Diego Muraglia       | 2, 4–6, 8      |        |
| 85     | Enzo Bortoleto       | 1–2            |        |
| 95     | Lucas Kohl           | 7              |        |
| 99     | Alessandro Salerno   | 1              |        |

## Rennkalender
Es gab acht Veranstaltungen auf vier Strecken. Zwei Veranstaltungen fanden an einem Tag statt. Siebenmal gab es zwei, einmal drei Rennen.
| Nr. | Datum         | Rennstrecke                                   | Sieger               | Zweiter              | Dritter              | Pole-Position        | Schnellste Rennrunde |
| --- | ------------- | --------------------------------------------- | -------------------- | -------------------- | -------------------- | -------------------- | -------------------- |
| 01. | 06. April     | Polideportivo Ciudad de Mercedes (Mercedes 1) | Frederick Balbi      | Bruno Baptista       | Felipe Ortiz         | Enzo Bortoleto       | Frederick Balbi      |
| 02. | 06. April     | Polideportivo Ciudad de Mercedes (Mercedes 1) | Felipe Ortiz         | Bruno Baptista       | Enzo Bortoleto       |                      | Bruno Baptista       |
| 03. | 04. Mai       | Autódromo Víctor Borrat Fabini (El Pinar 1)   | Felipe Ortiz         | Bruno Baptista       | Enzo Bortoleto       | Felipe Ortiz         | Juan Manuel Casella  |
| 04. | 04. Mai       | Autódromo Víctor Borrat Fabini (El Pinar 1)   | Juan Manuel Casella  | Bruno Baptista       | Diego Muraglia       |                      | Juan Manuel Casella  |
| 05. | 17. August    | Autódromo Víctor Borrat Fabini (El Pinar 2)   | Martín Ponte         | Miguel Wholer        | Bruno Baptista       | Martín Ponte         | Miguel Wholer        |
| 06. | 17. August    | Autódromo Víctor Borrat Fabini (El Pinar 2)   | Martín Ponte         | Bruno Baptista       | Felipe Ortiz         |                      | Miguel Wholer        |
| 07. | 14. September | Autódromo Víctor Borrat Fabini (El Pinar 3)   | Juan Manuel Casella  | Felipe Ortiz         | Nicolás Muraglia     | Francisco Cammarota  | Juan Manuel Casella  |
| 08. | 14. September | Autódromo Víctor Borrat Fabini (El Pinar 3)   | Bruno Baptista       | Juan Manuel Casella  | Francisco Cammarota  |                      | Bruno Baptista       |
| 09. | 28. September | Polideportivo Ciudad de Mercedes (Mercedes 2) | Bruno Baptista       | Felipe Ortiz         | Agustín Lima Capitao | Bruno Baptista       | Bruno Baptista       |
| 10. | 28. September | Polideportivo Ciudad de Mercedes (Mercedes 2) | Bruno Baptista       | Agustín Lima Capitao | Francisco Cammarota  |                      | Felipe Ortiz         |
| 11. | 28. September | Polideportivo Ciudad de Mercedes (Mercedes 2) | Francisco Cammarota  | Bruno Baptista       | Felipe Ortiz         |                      | Bruno Baptista       |
| 12. | 28. September | Polideportivo Ciudad de Mercedes (Mercedes 2) | Francisco Cammarota  | Bruno Baptista       | Adrián Chiribao      |                      | Francisco Cammarota  |
| 13. | 23. November  | Autódromo Internacional de Tarumã (Viamão)    | Agustín Lima Capitao | Francisco Cammarota  | Felipe Ortiz         | Agustín Lima Capitao | Agustín Lima Capitao |
| 14. | 23. November  | Autódromo Internacional de Tarumã (Viamão)    | Agustín Lima Capitao | Bruno Baptista       | Nicolás Muraglia     |                      | Agustín Lima Capitao |
| 15. | 23. November  | Autódromo Internacional de Tarumã (Viamão)    | Agustín Lima Capitao | Bruno Baptista       | Rodrigo Baptista     |                      | Agustín Lima Capitao |
| 16. | 14. Dezember  | Autódromo Ciudad de Concordia (Concordia)     | Agustín Lima Capitao | Bruno Baptista       | Francisco Cammarota  | Agustín Lima Capitao | Agustín Lima Capitao |
| 17. | 14. Dezember  | Autódromo Ciudad de Concordia (Concordia)     | Bruno Baptista       | Felipe Ortiz         | Diego Muraglia       |                      | Bruno Baptista       |

## Saisonbericht
In der ersten Saison der südamerikanischen Formel-4-Meisterschaft kamen insgesamt 22 Fahrer aus Argentinien, Brasilien, Chile, Mexiko und Uruguay zum Einsatz. Mit acht Fahrern kamen aus Uruguay die meisten Teilnehmer. Die Saison wurde von wechselnden Starterfeldern geprägt. Vor jedem Rennwochenende gab es Veränderungen. Nur Bruno Baptista und Felipe Ortiz traten zu jedem Rennen an. Die dritte Veranstaltung in El Pinar war mit zehn Fahrern der Lauf mit den meisten Startern.
Die Fahrer hatten unterschiedliche Erfahrungen vor ihrem Einstieg. Während manche Fahrer direkt aus dem Kartsport in die Serie wechselten, gab es einige Fahrer, die zuvor schon in Tourenwagen- oder Formelserien mehrjährige Erfahrung gesammelt hatten. Insgesamt sieben Fahrer gewannen 2014 mindestens ein Rennen. Bei vier von acht Veranstaltungen wurden alle Rennen von nur einem Fahrer gewonnen.
Nachdem Frederick Balbi den Saisonauftakt gewonnen hatte, übernahm Ortiz die Führung ab dem zweiten Rennen. In der ersten Saisonhälfte wechselte die Führung schließlich dreimal zwischen Ortiz und Baptista. Diese beiden Fahrer waren die einzigen, die zu jedem Rennen antraten. In der zweiten Saisonhälfte lag Baptista durchgängig an der Spitze. Baptista und Agustín Lima Capitao waren mit je vier Siegen die Fahrer, die die meisten Rennen gewonnen hatten. Martín Ponte, der nur zweimal an den Start ging, gewann jedes Rennen, an dem er teilnahm. Baptista beendete nur zwei Rennen nicht auf einem der ersten drei Plätze und lag somit am Saisonende mit 352 zu 264 Punkten vor Ortiz auf dem ersten Platz. Lima Capitao, der nur in der zweiten Saisonhälfte zum Einsatz kam, wurde Gesamtdritter.

## Wertung

### Punktesystem
Bei jedem Rennen bekamen die ersten zehn des Rennens 25, 18, 15, 12, 10, 8, 6, 4, 2 bzw. 1 Punkt(e). Es gab keine Punkte für die Pole-Position und die schnellste Rennrunde. Gaststarter wurden in der Fahrerwertung nicht berücksichtigt.
| Punkteverteilung | Punkteverteilung | Punkteverteilung | Punkteverteilung | Punkteverteilung | Punkteverteilung | Punkteverteilung | Punkteverteilung | Punkteverteilung | Punkteverteilung | Punkteverteilung | Punkteverteilung | Punkteverteilung |
| ---------------- | ---------------- | ---------------- | ---------------- | ---------------- | ---------------- | ---------------- | ---------------- | ---------------- | ---------------- | ---------------- | ---------------- | ---------------- |
| Platz            | 1                | 2                | 3                | 4                | 5                | 6                | 7                | 8                | 9                | 10               | PP               | SR               |
| Rennen 01 – 15   | 25               | 18               | 15               | 12               | 10               | 8                | 6                | 4                | 2                | 1                | 1                | 1                |
| Rennen 16 & 17   | 50               | 36               | 30               | 24               | 20               | 16               | 12               | 8                | 4                | 2                | 1                | 1                |

### Fahrerwertung
| Pos. | Fahrer         | MR1 | MR1 | PN1 | PN1 | PN2 | PN2 | PN3 | PN3 | MR2 | MR2 | MR2 | MR2 | TRM | TRM | TRM | CNC | CNC | Punkte |
| Pos. | Fahrer         | R1  | R2  | R1  | R2  | R1  | R2  | R1  | R2  | R1  | R2  | R3  | R4  | R1  | R2  | R3  | R1  | R2  | Punkte |
| ---- | -------------- | --- | --- | --- | --- | --- | --- | --- | --- | --- | --- | --- | --- | --- | --- | --- | --- | --- | ------ |
| 01   | B. Baptista    | 2   | 2   | 2   | 2   | 3   | 2   | NC  | 1   | 1   | 1   | 2   | 2   | 6   | 2   | 2   | 2   | 1   | 352    |
| 02   | F. Ortiz       | 3   | 1   | 1   | DNF | 4   | 3   | 2   | 5   | 2   | 4   | 3   | DSQ | 3   | 5   | 4   | 4   | 2   | 264    |
| 03   | A. Capitao     |     |     |     |     |     |     |     |     | 3   | 2   | 5   | DNF | 1   | 1   | 1   | 1   | 4   | 198    |
| 04   | F. Cammarota   | 8*  | 5   |     |     |     |     | DNF | 3   | 4   | 3   | 1   | 1   | 2   | 4   | 6   | 3   | 7   | 188    |
| 05   | N. Muraglia    |     |     | 7   | 4   | 6   | 5   | 3   | 8   | 7   | 7*  | 6   | 4   | 4   | 3   | 7   | 7   | 6   | 148    |
| 06   | D. Muraglia    |     |     | 8   | 3   |     |     | 4   | 9   | 5   | 5   | 4   | DNF |     |     |     | 5   | 3   | 115    |
| 07   | J. Casella     |     |     | 4   | 1   |     |     | 1   | 2   |     |     |     |     |     |     |     |     |     | 83     |
| 08   | M. Ponte       |     |     |     |     | 1   | 1   |     |     |     |     |     |     |     |     |     |     |     | 51     |
| 09   | A. Chiribao    |     |     |     |     |     |     | 7   | 6   | 6   | 6   | 7   | 3   |     |     |     |     |     | 51     |
| 10   | F. Ensslin     | 4   | 4   |     |     | 5   | 4   |     |     |     |     |     |     |     |     |     |     |     | 46     |
| 11   | F. Balbi       | 1   | 6   | 5   | DNF |     |     |     |     |     |     |     |     |     |     |     |     |     | 45     |
| 12   | E. Bortoleto   | 5   | 3   | 3   | DNF |     |     |     |     |     |     |     |     |     |     |     |     |     | 41     |
| 13   | M. Wholer      |     |     |     |     | 2   | 6   |     |     |     |     |     |     |     |     |     |     |     | 28     |
| 14   | A. Vollmer     |     |     |     |     |     |     |     |     |     |     |     |     |     |     |     | 8   | 5   | 28     |
| 15   | L. Kohl        |     |     |     |     |     |     |     |     |     |     |     |     | 5   | 7   | 5   |     |     | 26     |
| 16   | R. Baptista    |     |     |     |     |     |     |     |     |     |     |     |     | DNF | 6   | 3   |     |     | 23     |
| 17   | M. Marino      | 7   | 8   | 6   | DNF |     |     |     |     |     |     |     |     |     |     |     |     |     | 18     |
| 18   | M. Soto        |     |     |     |     |     |     |     |     |     |     |     |     |     |     |     | 6   | DNF | 16     |
| 19   | A. Salerno     | 6   | 7   |     |     |     |     |     |     |     |     |     |     |     |     |     |     |     | 14     |
| 20   | M. González    |     |     |     |     |     |     | 6   | 7   |     |     |     |     |     |     |     |     |     | 14     |
| 21   | S. de Alba Jr. |     |     |     |     |     |     | DNF | 4   |     |     |     |     |     |     |     |     |     | 12     |
| 22   | M. Calamari    |     |     |     |     |     |     | 5   | DNF |     |     |     |     |     |     |     |     |     | 10     |
| Pos. | Fahrer         | R1  | R2  | R1  | R2  | R1  | R2  | R1  | R2  | R1  | R2  | R3  | R4  | R1  | R2  | R3  | R1  | R2  | Punkte |
| Pos. | Fahrer         | MR1 | MR1 | PN1 | PN1 | PN2 | PN2 | PN3 | PN3 | MR2 | MR2 | MR2 | MR2 | TRM | TRM | TRM | CNC | CNC | Punkte |

| Legende       | Legende                        | Legende                                                              |
| Farbe         | Abkürzung                      | Bedeutung                                                            |
| ------------- | ------------------------------ | -------------------------------------------------------------------- |
| Gold          | –                              | Sieg                                                                 |
| Silber        | –                              | 2. Platz                                                             |
| Bronze        | –                              | 3. Platz                                                             |
| Grün          | –                              | 4. bis 10. Platz                                                     |
| Hellblau      | –                              | 10. Platz aufwärts (punktberechtigt)                                 |
| Blau          | –                              | Klassifiziert außerhalb der Punkteränge                              |
| Dunkelblau    | –                              | Klassifiziert innerhalb der Punkteränge aber keine Punktberechtigung |
| Violett       | DNF                            | Rennen nicht beendet (did not finish)                                |
| Violett       | NC                             | nicht klassifiziert (not classified)                                 |
| Rot           | DNQ                            | nicht qualifiziert (did not qualify)                                 |
| Rot           | DNPQ                           | in Vorqualifikation gescheitert (did not pre-qualify)                |
| Schwarz       | DSQ                            | disqualifiziert (disqualified)                                       |
| Weiß          | DNS                            | nicht am Start (did not start)                                       |
| Weiß          | WD                             | zurückgezogen (withdrawn)                                            |
| ohne          | PO                             | nur am Training teilgenommen (practiced only)                        |
| ohne          | DNP                            | nicht am Training teilgenommen (did not practice)                    |
| ohne          | INJ                            | verletzt oder krank (injured)                                        |
| ohne          | EX                             | ausgeschlossen (excluded)                                            |
| ohne          | DNA                            | nicht erschienen (did not arrive)                                    |
| ohne          | C                              | Rennen abgesagt (cancelled)                                          |
| ohne          | keine Teilnahme                |                                                                      |
| sonstige      | P/fett                         | Pole-Position                                                        |
| sonstige      | SR/kursiv                      | Schnellste Rennrunde                                                 |
| sonstige      | Q                              | Extrapunkte für Pole-Position                                        |
| sonstige      | X                              | Extrapunkte für gewonnene Positionen                                 |
| sonstige      | *                              | nicht im Ziel, aufgrund der zurückgelegten Distanz aber gewertet     |
| sonstige      | ()                             | Streichresultate                                                     |
| unterstrichen | Führender in der Gesamtwertung |                                                                      |